# NGC 4419
NGC 4419 is een balkspiraalstelsel in het sterrenbeeld Hoofdhaar. Het hemelobject ligt 51 miljoen lichtjaar van de Aarde verwijderd en werd op 8 april 1784 ontdekt door de Duits-Britse astronoom William Herschel.

## Synoniemen
- UGC 7551
- MCG 3-32-38
- ZWG 99.54
- VCC 958
- IRAS 12244+1519
- PGC 40772